# Helicopsyche nigrisensilla
Helicopsyche nigrisensilla là một loài Trichoptera trong họ Helicopsychidae. Chúng phân bố ở vùng Tân nhiệt đới.